# Liceul Teoretic „Ovidius” Constanța
Liceul Teoretic Ovidius este o instituție de învățământ din Constanța, România. Liceul a fost fondat în 1955 de către Alexandru Ștefănescu (care a fost și primul director al acestei școli).

## Istorie
Liceul "Ovidius", prezență prestigioasă în peisajul tomitan, a cunoscut o evoluție interesantă în cei peste 50 de ani de existență. Înființat în 1955 sub denumirea de școala medie nr. 3, devine în 1965 Liceul nr. 3, odată cu trecerea la învățământul de cultură generală de 12 ani. În 1972, în prezența unor personalități culturale din 17 țări (Italia, Franța, Canada, Statele Unite ale Americii, etc) și a primarilor orașelor Sulmona (Italia), locul de naștere al poetului Publius Ovidius Naso, și Constanța, conducerea liceului propune atribuirea numelui "Ovidius". Demersurile întreprinse nu s-au finalizat, astfel încât numele nu s-a oficializat. În 1975 a căpătat numele de Liceul de Matematică-Fizică nr. 1, în 1982 se transformă în Liceul Industrial nr. 10, iar din 1 septembrie 1990 devine liceu teoretic, cu numele "Ovidius", de data aceasta oficial. 
În ciuda numeroaselor schimbări de nume și profil, Liceul "Ovidius" și-a păstrat prestigiul de liceu de elită. Elevii liceului, indiferent de perioada istorică, au obținut rezultate remarcabile atât la olimpiadele școlare naționale cât și la cele internaționale, precum și la admiterea în învățământul universitar, acoperind o largă paletă profesională.